# Roger, 3. Earl of Buchan
Roger, 3. Earl of Buchan († nach 1180), war ein schottischer Adeliger.

## Leben
Über sein Leben ist nur ein Detail bekannt: Auf einer Schenkungsurkunde an die Mönche der Abtei von Moneymusk, die auf die Zeit um 1180 datiert wird, unterzeichnete er vor Zeugen mit vollem Namen und Titel. Bei dieser Unterschrift wurde als Teil seiner Anrede (und möglicherweise auch als Legitimierung) seine Eltern Colbán und Éva sowie sein Großvater Gartnait unzweifelhaft angegeben.
Auf Grund des Vorliegens eines einzigen Dokumentes wird angenommen, dass er den Titel nicht lange trug. Auch kann nicht belegt werden, ob sein Nachfolger Fergus ein leiblicher Sohn war oder den Titel wegen anderer Verdienste oder einem Recht aus anderer Abstammung verliehen bekam.